# علي باشا الدلاك
علي باشا الدلاك سياسي عثماني شغل منصب والي مصر منذ 1706 حتى 1707.